# Hernán-Valle
Hernán-Valle és una localitat i pedania espanyola pertanyent al municipi de Guadix, a la província de Granada i comunitat autònoma d'Andalusia. Està situada a la part centre-est de la comarca accitana. Prop d'aquesta localitat es troben els nuclis de Las Viñas, Cenascuras, Estación de Gorafe, Gor i Estación de Guadix.

## Història
Inicialment va ser un territori concedit pels Reis Catòlics a un col·laborador musulmà que va prendre el nom d'Hernán Valle, i d'aquí la seva toponímia actual. Un descendent d'aquest, Hernán Valle de Palacios, va participar activament en la guerra contra els moriscos, els seus correligionaris de sang. Aquest Hernán Valle, recordant potser la seva antiga ascendència, va tenir bones relacions amb l'agutzil musulmà d'Alcudia de Guadix, Hernando al-Habaqui, que el va utilitzar com a aval davant Don Joan d'Àustria per aconseguir una rendició honrosa dels moriscos.
Hernán-Valle va ser també propietat del senyor Luis de Alarcón. Segons escrits antics, el poble es va fundar al costat d'una deu d'aigües termals cap a l'any 1880 a causa de les seves extenses planes aptes per al cultiu de cereal. Es va formalitzar demogràficament amb colons procedents de la comarca.

## Monuments
Destaquen els safareigs comunitaris de principis del segle xx, restaurats en 2009, així com l'Ermita de la Mare de Déu de Fàtima (s. XX), situada en el turó de la Garita.

## Festes
Aquest poble celebra cada any les seves festes patronals el cap de setmana més proper al 25 d'agost, en honor de Sant Lluís de França. Aquesta festa dura 3 dies i solen arribar a Hernán-Valle diversos comerciants i firaires per aquestes dates.
El tercer cap de setmana de juny, també tenen lloc les festes del Sagrat Cor de Jesús.